# クロクモソウ
クロクモソウ（黒雲草、学名：Micranthes fusca var. kikubuki ）は、ユキノシタ科チシマイワブキ属の多年草。エゾクロクモソウ（蝦夷黒雲草、学名：Micranthes fusca var. fusca）を分類上の基本種とする変種。別名、キクブキ、イワブキ。
以前はユキノシタ属（Saxifraga ）とされていたが、分子系統解析の結果からユキノシタ属の数種とともに、チシマイワブキ属（Micranthes ）に分割された。
なお、ユキノシタ科は、新しいAPG植物分類体系では上位分類である目がバラ目からユキノシタ目にまとめられた。

## 特徴
地中の根茎は太く、根出葉を束生させる。根出葉に長さ2-15cmになる葉柄があり、葉身は径2-8cmになる円腎形で、基部は心形、縁には粗い卵形で先がややとがった鋸歯がある。葉の表面に短い縮毛がまばらに生え、裏面に毛はない。
花期は7-8月。花茎は高さ10-30cmになり、茎葉はなく、緑色で細毛があり、上部に大型でまばらな円錐花序をつける。花は紫褐色まれに淡緑色で、径5-8mmになる。花柄は長さ2-5mmになり、細毛がはえる。萼裂片は5個あり、長さ1-1.5mmの卵状3角形で、花時には大きく反りかえる。花弁は5個で、長さ約3mmの長卵形で、花時は平開する。花盤が発達し、紫褐色まれに淡緑色で、環状に隆起して2個の雌蕊を取り囲む。雄蕊は10個あり、花盤の縁につき、長さは約1mmになり、開裂直前の葯は橙色になる。子房は中位で2室あって花盤中に埋まり、花柱は暗紫色で短い。果実は上部が2つに分かれた蒴果で、花後に子房の上部が急速に伸び、長さ4-6mmになる。種子は紡錘状楕円形で長さ約0.8mmになる。

## 分布と生育環境
日本固有種。九州、四国の剣山・瓶ヶ森・石鎚山、本州近畿地方の大峰山脈のほか、本州の中部地方以北に分布し、深山の渓流沿いの岩上や湿った草地に生育する。

## 名前の由来
和名のクロクモソウは、「黒雲草」の意で、花の色から、種小名の fusca は、「暗赤色の」の意味で、同じく花の色から、変種名の kikubuki は、別名のキクブキからつけられた。

## ギャラリー
- 根出葉の縁に粗い卵形で先がややとがった鋸歯がある。
- 花序

## エゾクロクモソウ
- エゾクロクモソウ（蝦夷黒雲草） Micranthes fusca (Maxim.) S.Akiyama et H.Ohba var. fusca[9] - クロクモソウの分類上の基本種。根出葉の鋸歯は3角状で、数が多い。花柄が糸状に細く長さ15mmになるため、花序はまばらに見える。本州の東北地方北部、北海道に分布し、高山帯から亜高山帯の渓流沿いや湿った草地に生育する。日本以外では、千島列島、カムチャツカに分布する[3][4][5][8]。

- 花が紫褐色
鳥海山北斜面
- 花がやや淡緑色
鳥海山北斜面
- 根出葉
鳥海山北斜面